# Валрам (Спонхайм-Кройцнах)
Валрам фон Спонхайм-Кройцнах (на немски: Walram von Sponheim-Kreuznach) от род Спанхайми е управляващ граф на предното графство Спонхайм от 1336 до 1380 г.

## Биография
Роден е около 1305 година вероятно в Кастелаун в Рейнланд-Пфалц. Той е син на граф Симон II фон Спонхайм-Кройцнах († 1336) и съпругата му Елизабет фон Фалкенбург († 1335), дъщеря на граф Валрам фон Фалкенбург († 1302) и Филипа фон Гелдерн († сл. 1294).
След смъртта на чичо му Йохан II през 1340 г. той поема управлението на предното графство Спонхайм. Той обединява разделената преди това територия и избира замъка в Кройцнах за главна резиденция.
Граф Валрам води множество битки. Умира около 1380 г. и е погребан в манастир Пфафен-Швабенхайм.

## Фамилия
Валрам се жени на 9 август 1330 г. за Елизабет фон Катценелнбоген († сл. 25 май 1383), дъщеря на граф Вилхелм I фон Катценелнбоген († 1331) и Аделхайд фон Валдек († 1329). Те имат децата:
- Симон III фон Спонхайм-Кройцнах († 30 август 1414), граф на предното графство Спонхайм и граф на Вианден, женен между 31 октомври 1347 и 20 юли 1348 г. за Мария фон Вианден († 1400)
- Елизабет († сл. 18 април 1395), сгодена на 25 юли 1338 г., омъжена сл. 24 юли 1346 г. за граф Йохан IV фон Спонхайм-Щаркенбург († 1413/1414)
- Маргарета († сл. 28 февруари 1367), омъжена ноември 1354 г. за Филип VII фон Фалкенщайн († 1410)
- Хайнрих († 1391)
- Йохан († февруари 1411)
- дете († 3 март 1373)